# William Smith (lexicògraf)
Sir William Smith (Enfield, Imperi Britànic, 20 de maig del 1813 - Londres 7 d'octubre del 1893), fou un distingit lexicògraf anglès. Fou doctor en dret civil de les Universitats d'Oxford i Dublín, i va rebre el títol honorífic de Cavaller de l'Imperi Britànic el 1892, l'any abans de la seva defunció.

## Biografia
Nascut a Enfield el 1813 de pares inconformistes, fou destinat a la carrera teològica, però acabà estudiant per a ser advocat. En el seu temps lliure aprengué de forma autodidacta els autors clàssics, i quan va entrar al University College de Londres acaparà els premis de grec i llatí. Va ser aprenent al Gray's Inn el 1830, però va renunciar als seus estudis jurídics per una plaça al University College School, i començà a escriure sobre temes clàssics.

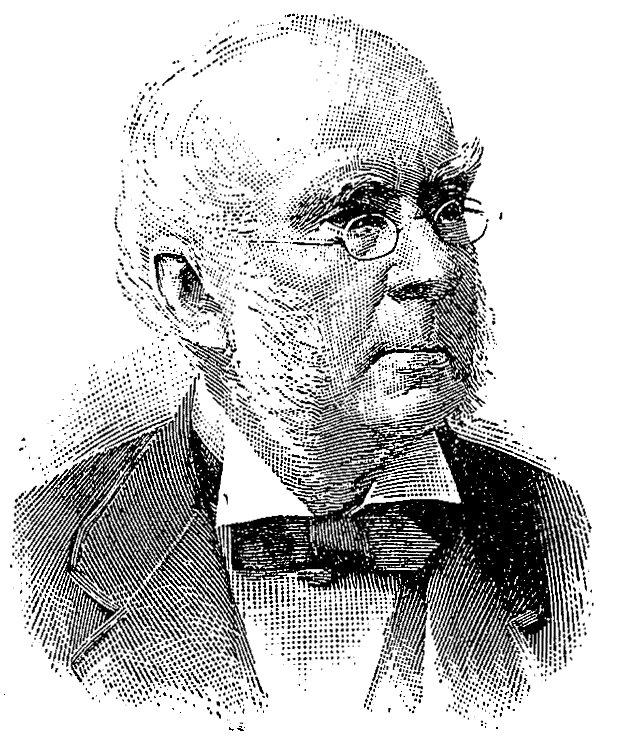
Gravat de William Smith publicat al diari britànic The Graphic.

Centrà la seva atenció a la pràctica lexicogràfica. El seu primer intent fou el A Dictionary of Greek and Roman Antiquities (traduït seria: Diccionari d'Antiguitats gregues i romanes), que va aparèixer el 1842. La major part 
fou escrita per ell. El 1849 va seguir el Dictionary of Greek and Roman Biography and Mythology; i el “Dictionary of Greek and Roman Geography” el 1857. En aquest treball comença a treballar amb alguns dels principals estudiosos del món clàssic amb qui s'associà. El 1850 publicà el primer dels diccionaris escolars, i el 1853 va començar la sèrie Principia, que marcà un nou pas en l'ensenyament escolar del grec antic i el llatí. Més tard publicà Students' Manuals of History and Literature, en la qual en fou el principal editor. El desenvolupament d'aquesta tasca fou secundada per John Murray, l'editor, que, quan els escriptors inicials dels diccionaris entraren en dificultats, s'oferí com a voluntari per a participar en l'empresa.
Probablement els llibres més aconseguits de Smith foren els quals s'ocupen de temes eclesiàstics. En són un clar exponent el Dictionary of the Bible (Diccionari de la Bíblia) (1860-1865), el Dictionary of Christian Antiquities (Diccionari d'Antiguitats Cristianes) (1875-1880), realitzat en col·laboració amb l'arquebisbe Samuel Cheetham, i el Dictionary of Christian Biography (Diccionari de Biografia Cristiana) (1877-1887), conjuntament amb Henry Wace.
The Atlas, al qual Sir George Grove col·laborà, va aparèixer el 1875. De 1853 a 1869 Smith fou examinador de filologia clàssica a la Universitat de Londres, i en el seu recés es convertí en membre del senat. Es va asseure a la Comissió per investigar qüestions de drets d'autor, i fou durant diversos anys secretari de la Royal Literary Fund. Edità Edward Gibbon, amb anotacions de François Guizot i Henry Hart Milman, el 1854-1855.
El 1867, es va convertir en editor de la revista trimestral Quarterly Review, que dirigí amb notable èxit, fins a la seva mort. Les seves notables memòria i precisió, així com el seu tacte i cortesia, el feien especialment apropiat per a aquest lloc.

## Obres
- Smith, William (ed.). Dictionary of Greek and Roman Biography and Mythology (en anglès).  Boston: Little, Brown and Co., 1867 (Vol. I, Vol. II i Vol. III).
- Smith, William (ed.). A Dictionary of Greek and Roman Antiquities (en anglès). 2a ed..  Boston: Little Brown and Company, 1859.
- Smith, William. Dictionary of Greek and Roman Geography (en anglès), 1854.

- Smith, William. «A Smaller History of Rome, from the earliest times to the establishment of the Empire» (en anglès).  New York:  Harper & Brothers, 1881.
- A Short History of Ancient Greece amb anotacions, enllaços d'estudi i il·lustracions d'Elpenor. (anglès)